# Grande Roue de Paris

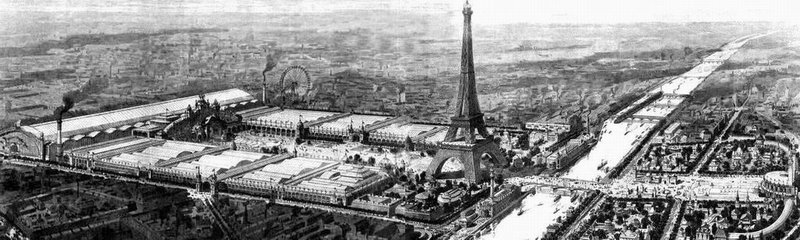
Az 1900-as Párizsi Világkiállítás látképe

A Grande Roue de Paris egy 96 méter magas óriáskerék volt, melyet az 1900. évi Párizsi Világkiállításra építettek meg.
Tulajdonosa és igazgatója Théodore Vienne iparos és a Párizs–Roubaix országúti kerékpárverseny alapítója.
Kabinjai olyan nagyméretűek voltak, hogy az I. világháború idején levették őket a kerékről, és francia családok lakóhelyként használták azokat elpusztult otthonuk helyett.
Az óriáskereket 1920-ban lebontották, majd nyolcvan évvel később a Concorde téren épült meg újabb változata, a 60 méter magas Roue de Paris.